# Azerbaijan Tower
La Azerbaijan Tower fue un proyecto de un rascacielos el cual estaría ubicado dentro del archipiélago de islas artificiales islas Khazar ubicadas en el mar Caspio, a 25 kilómetros del sur de Bakú, Azerbaiyán. Una vez se terminase de construir este edificio se convertiría en el edificio más alto del mundo, tendría una altura de 1050 metros, superando a la Jeddah Tower. Finalmente, el proyecto fue considerado como una «visión».

## Datos del proyecto
El proyecto fue anunciado a principios de 2012, su construcción comenzaría una vez se haya construido la isla artificial en la cual estaría ubicado, mientras que las islas Khazar están actualmente en construcción, se estima que estén listas para el año 2025.
El edificio mediría 1 050 metros de altura (incluyendo su antena). Este edificio estaría formado por un grupo de varias torres cilíndricas que le darían forma a este rascacielos, y tendrían una fachada de vidrio de color negro.